# Marta Kizyma

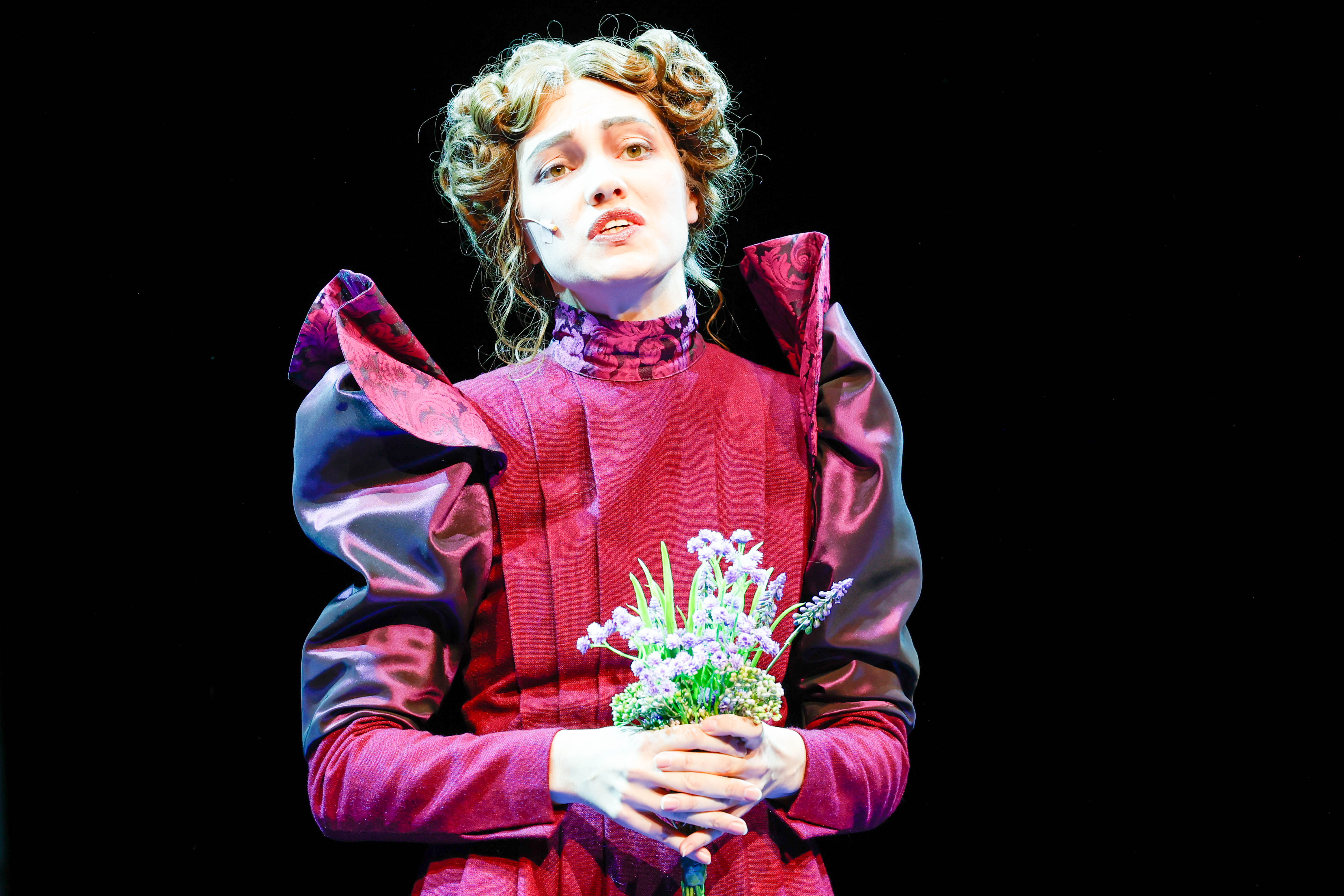
Marta Kizyma in Der Untertan, Maxim Gorki Theater (2023)

Marta Kizyma (ukrainisch Марта Кізима; * 1994 in Drohobytsch, Ukraine) ist eine ukrainische Schauspielerin.

## Leben
Marta Kizyma ist in der Ukraine geboren und aufgewachsen. 2012 zog sie nach Österreich und studierte Schauspiel an der Musik und Kunst Privatuniversität der Stadt Wien. Von 2016 bis 2022 spielte sie im Ensemble des Burgtheaters in Wien. Sie hatte auch Gastspiele am Werk X, dem Theater an der Gumpendorfer Straße (TAG) und dem Volkstheater Wien. Mit der neuen Spielzeit 2020/21 wechselte sie zum Schauspiel Frankfurt. Nach zwei Spielzeiten verließ sie das Ensemble und ist seitdem freiberuflich tätig. Neben ihrer Theaterarbeit, beispielsweise 2023 am Schauspiel Köln, ist sie auch im Film- und Fernsehbereich tätig und übernahm Rollen im Tatort und Polizeiruf 110. 2024 übernahm sie die Rolle der Witta bei den Nibelungenfestspielen in Worms.

## Filmografie
- 2020: Wiener Stimmung (Fernsehserie)
- 2022: Tatort: Murot und das Gesetz des Karma
- 2023: Polizeiruf 110: Paranoia
- 2025: Praxis mit Meerblick: Verlobung mit Hindernissen